# ママが白鳥だった日
「ママが白鳥だった日」（ママがはくちょうだったひ）は、1990年12月 - 1991年1月に、NHKの『みんなのうた』で放送された曲。作詞：冬杜花代子、作曲：都志見隆、編曲：田中公平、歌：土居裕子。

## 概要
1990年にNHKは、『みんなのうた』放送30周年記念として作品コンクールを行った。この曲は同コンクールの最優秀作品に選ばれた曲である。
バレリーナを題材にした楽曲で、土居裕子の唯一の『みんなのうた』出演作。
放送で使用されたアニメーションの映像は南家こうじが制作した。